# Lothar Diversy
Lothar Diversy (* 19. April 1932 in Maybach; † 25. April 1997) war ein deutscher Politiker (CDU) und saarländischer Landtagsabgeordneter.

## Leben
Diversy absolvierte eine Ausbildung zum Industriekaufmann, danach studierte er an der Sozialakademie Dortmund. Es folgte die Ausbildung zum Steuerbevollmächtigten und Steuerberater.
Von 1975 bis 1983 war Diversy Mitglied des Saarländischen Landtages. Außerdem war er Mitglied des saarländischen CDU-Landesvorstandes, langjähriger stellvertretender CDA-Landesvorsitzender und als vermögendspolitischer Sprecher Mitglied des CDA-Bundesvorstandes. 1983 war er Vizepräsident der Arbeitskammer des Saarlandes. Von 1991 bis 1993 war Diversy amtierender Präsident der Arbeitskammer des Saarlandes.

## Werke
- Lothar Diversy (Hrsg.) Christentum und Politik : Stand und Entwicklung der christlichen Soziallehren ; Wegweiser ins 3. Jahrtausend, Verlag Saarbrücken-Scheidt : Dadder ISBN 3-926406-45-3. 1990